# 笑点 特大号
笑点 特大号（しょうてんとくだいごう）は、BS日テレで毎週火曜夜に放送されている寄席風の演芸バラエティ番組。日本テレビの長寿番組『笑点』のスピンオフ番組である。

## 概要
2013年4月3日に放送がスタート。日本テレビで放送されている演芸番組『笑点』の「大喜利」に未公開シーンを追加して放送するほか、当番組用に撮影されたBSオリジナル大喜利なども放送している。
製作著作は地上波と同じく日テレで、BS日テレは放送のみとなる。
字幕放送や解説放送は行われていない。

## 放送時間
- 毎週火曜20:00 - 20:54（JST、2023年10月 - (月末最終火曜除く)）

### 放送時間の変遷
| 期間      | 期間      | 放送時間（JST）                                |
| --------- | --------- | ---------------------------------------------- |
| 2013.4.3  | 2013.9.25 | 水曜 22:00 - 22:54（54分）                     |
| 2013.10.9 | 2015.9.30 | 水曜 21:00 - 21:54（54分）                     |
| 2015.10.7 | 2018.3.28 | 水曜 21:00 - 22:00（60分）                     |
| 2018.4.5  | 2021.3.25 | 木曜 19:00 - 19:54（54分）                     |
| 2021.4.7  | 2022.3.30 | 水曜 19:00 - 19:54（54分）                     |
| 2022.4.27 | 2023.3.29 | 水曜 20:00 - 20:54（54分）                     |
| 2023.4.5  | 2023.9.27 | 水曜 21:00 - 21:54（54分）                     |
| 2023.10.3 | 現在      | 火曜 20:00 - 20:54（54分）（毎月最終火曜除く） |

- 特別番組やスポーツ中継等で休止となることがある。
- 編成の都合から、2時間の拡大版として放送されることもある。

## 出演者
| 名前                      | 色紋付の色 | 出演期間                                     | 出演回            |
| ------------------------- | ---------- | -------------------------------------------- | ----------------- |
| 三遊亭好楽                |            | 2013年4月3日 - 現在                          | 第1回 - 現在      |
|                           |            |                                              |                   |
| 三遊亭小遊三              |            | 2013年4月3日 - 現在                          | 第1回 - 現在      |
|                           |            |                                              |                   |
| 春風亭昇太                |            | 2013年4月3日 - 現在                          | 第1回 - 現在      |
|                           |            |                                              |                   |
| 林家たい平                |            | 2013年4月3日 - 現在                          | 第1回 - 現在      |
|                           |            |                                              |                   |
| 立川晴の輔                |            | 2024年5月14日 - 現在                         | 第492回 - 現在    |
|                           |            |                                              |                   |
| 春風亭一之輔              |            | 2023年3月8日 - 現在                          | 第443回 - 現在    |
|                           |            |                                              |                   |
| 桂宮治                    |            | 2022年2月16日 - 現在                         | 第405回 - 現在    |
|                           |            |                                              |                   |
| 山田隆夫                  |            | 2013年4月3日 - 現在                          | 第1回 - 現在      |
| 過去の出演者              |            |                                              |                   |
| 名前                      | 色紋付の色 | 出演期間                                     | 出演回            |
| 桂歌丸                    |            | 2013年4月3日 - 2016年6月15日、以降不定期出演 | 第1回 - 第160回   |
| ・第160回を以て卒業した。 |            |                                              |                   |
|                           |            |                                              |                   |
| 林家木久扇                |            | 2013年4月3日 - 2024年4月16日                 | 第1回 - 第491回   |
| ・第491回を以て卒業した。 |            |                                              |                   |
|                           |            |                                              |                   |
| 6代目三遊亭円楽           |            | 2013年4月3日 - 2022年3月2日                  | 第1回 - 第406回   |
|                           |            |                                              |                   |
|                           |            |                                              |                   |
| 2代目林家三平             |            | 2016年6月15日 - 2022年1月19日                | 第160回 - 第401回 |
| ・第401回を以て卒業した。 |            |                                              |                   |

### 若手大喜利メンバー
※ここでは常連のメンバーのみ記載する。

#### 現在の出演者
- 柳家やなぎ
- 春風亭かけ橋
- 桂三実
- 金原亭小駒
- 春風亭昇輔
- 昔昔亭昇
- 林家きよ彦
- 古今亭雛菊

#### 過去の出演者
- 2代目林家木久蔵
- 立川晴の輔[注 2]
- 林家ぼたん
- 鈴々舎馬るこ
- 古今亭駒次
- 柳家わさび
- 三遊亭楽大
- 蝶花楼桃花
- 桂宮治 [注 3]
- 林家扇
- 春風亭昇也
- 錦笑亭満堂 [注 4]

## コーナー
番組本編を2 - 3部で構成している。前半は地上波にて放送された『笑点』の「演芸」や「大喜利」を未公開シーンも含めて放送、後半は当番組用に新規撮影された「BSオリジナル大喜利」を放送している。稀に収録中のNGシーンや番組最後に大喜利メンバーの収録前後の様子も放送されることがある。

### 現在

#### 演芸
現在は不定期での放送となっており、番組の前半に放送されることが多い。後述の「大喜利」同様、地上波では未公開だったシーンも含め放送することがある。

#### 大喜利[注 5]
地上波で放送された『笑点』の「大喜利」に未公開シーンを追加して再編集したもの。地方収録の際は収録後に毎回行われている三本締めも含め放送している。なお、『24時間テレビ』内の「チャリティー大喜利」は、基本的に放送されない。

#### BSオリジナル大喜利
番組後半に放送されることが多い。現在は週ごとに異なったテーマで行われている。出演者が若手落語家の場合が多く、事実上の若手大喜利となっている。

#### ロケ企画・特別企画
大喜利メンバー（または若手大喜利メンバー）がリポーターとなって撮影したロケ企画や大喜利メンバーに関連した特別企画を放送する。

#### 楽屋大喜利
主に地方収録時に行うことが多い。たい平がカメラで撮影しながら各メンバーにその地域の名産品を使ったお題を出し、出されたメンバーがそのお題に答えていく。

### 過去

#### BSオリジナル演芸
- プレミアム落語 - 地上波版では長らく放送されていない「落語」を放送する。笑点メンバーの場合は後楽園ホール及び地方収録の場合はその地方会場で、ゲスト落語家の場合は深川江戸資料館小劇場で収録される。
- コラボ演芸 - 笑点メンバーと人気芸人によるコラボレーションを放送する。当初はベテラン芸人と若手芸人によるコラボレーションを放送していた。
- ショート演芸 - 注目の若手芸人やピン芸人による短い演芸を放送する。

2013・2014年9月の放送では毎年8月に浅草演芸ホールで行われているにゅうおいらんずの公演の模様を放送していた。

#### 若手大喜利
若手落語家による大喜利。独自のルールとして、獲得した座布団の枚数が一番少ないメンバーは次回の大喜利で座布団運びを務めることになっていたが、2015年12月23日の放送以降は座布団10枚を獲得すると「素晴らしい賞品」が贈られるという、本家の大喜利と同様のルールに変更された。ただし、それぞれ獲得した座布団は毎回1枚にリセットされる。なお、ここでの座布団は大きさが本家のものより一回り小さい（笑点グッズの一つとして販売されている座布団カバーと同じくらいの大きさ）ものを使っている。また、用意されている座布団も本家の大喜利より少ない。

#### お悩み相談大喜利
視聴者の悩みを解決する大喜利。後楽園ホールでの収録。地上波メンバーがそのまま出演している。

#### 本日の楽屋
番組の最後（中盤のときもある）に放送されていた。メンバーの楽屋での様子をカメラで撮影、紹介するコーナー。題字はナレーションを務めたメンバーによるもの。
進行役はたい平が務めることが多く、メンバー同士でふざけたり、スタッフを巻き込んで雑談を繰り広げたりすることが多く、メンバーが居眠りする映像で終わることもあった。

## オープニング
昭和の生活編（2013年4月3日 - 現在）
歌丸（凧揚げ、2016年6月8日まで）→ゲスト・コーナー紹介（メンバーの似顔絵が描かれた凧、2024年9月24日まで）→木久扇（ラーメン屋、2024年4月16日まで）→好楽（よいとまけ）→小遊三（靴磨き）→6代目円楽（花売り娘、2023年2月22日まで）→昇太（新聞配達の少年）→たい平（花火師）→2代目三平（アイスキャンディー屋、2016年7月13日から2022年1月19日まで）/ 晴の輔（東京農大の応援団員、2024年5月14日から）→一之輔（5代目志ん生、2023年3月29日から）→宮治（ボンネットバスの運転手、2022年3月9日から）→山田（妻子と風呂）→（以下はスタッフテロップ、いろはかるた）犬も歩けば棒に当たる→花より団子→ちりも積もれば山となる→盗人の昼寝→老いては子に従え→油断大敵（2024年9月24日まで）→縁は異なもの味なもの（2024年9月24日まで）→歌丸（名前表示部分の静止画のみ、2016年6月15日から2024年4月16日まで）

・番組開始当初は佐橋俊彦によってアレンジされた「笑点のテーマ」を使用し、1分15秒のロングバージョン（地上波40分時代と同じ）であったが、2024年10月1日放送回からは冒頭の定式幕が開く部分やコーナー紹介等がカットされ、40秒バージョンとなり、同年10月22日放送分からは地上波と同じバージョンの音源に変更された。
・2025年6月17日放送回からは冒頭に『この番組は笑点メンバーと次世代の笑点メンバーになるかもしれない落語家たちによる番組です』というテロップが数秒間流されてからアニメーションがスタートするようになった。

## 舞台装置
深川江戸資料館小劇場での収録で使用されている舞台は、基本的に寄席囲い使用の舞台を使用している。舞台奥の4枚の襖は、2013年9月25日までは木の襖が採用されていたが、2013年10月9日から白と水色を主体とした青海波模様に変更されている。
また舞台上部に飾られている「笑点」と書かれた額は、橘右近によるものを使用している。

## 番組史
- 2013年（平成25年）
  - 4月3日　『笑点 特大号』放送開始。放送時間は22:00 - 22:54。
  - 10月9日　放送時間が21:00 - 21:54に変更。
- 2014年（平成26年）
  - 7月23日から10月22日 木久扇が初期の喉頭癌のため休養。そのため本人が休養前に出演したコーナーには収録日のテロップが出る。また後述の通り7月30日放送分では、ディレクターズカット大喜利が放送されなかった[注 10]。
- 2015年（平成27年）
  - 10月7日　放送時間が21:00 - 22:00に拡大。
- 2016年（平成28年）
  - 1月13日・1月20日 正月の大喜利SPを特大号内で放送するのは2016年が初となる。
  - 9月7日 『24時間テレビ 「愛は地球を救う」』内で放送されているチャリティー大喜利を特大号内で放送するのは2016年が初となる。
- 2018年（平成30年）
  - 4月5日　放送日が水曜日から木曜日に変更。放送時間は19:00 - 19:54に短縮。
  - 7月19日　同年7月2日に逝去した桂歌丸を追悼する「歌丸師匠ありがとうSP」を放送。本来の放送予定分は20:00 - 20:54に繰り下げて放送したため、19:00 - 20:54の2時間で放送。
- 2021年（令和3年）　　
  - 4月7日　放送日が木曜日から水曜日に変更。放送時間は木曜日の時と同じ19:00 - 19:54。
- 2022年（令和4年）
  - 4月27日　放送時間が20:00 - 20:54に変更。
  - 10月26日　同年9月30日に六代目三遊亭円楽が死去した影響で、地上波で当初10月2日（2829回）の演芸コーナーにて放送予定で、かつ地上波ではお蔵入りになっていた「ギター漫談：堺すすむ」を蔵出しで放送した。
- 2023年（令和5年）
  - 4月5日　深層NEWSの放送枠移動に伴い、放送時間が21:00 ‐ 21:54に変更。
  - 10月3日　放送が火曜日20:00 ‐ 20:54に変更。前週に終了した笑点なつかし版の後枠となる。
- 2024年（令和6年）
  - 1月16日、2月13日、20日　地上波で1月1日に放送予定だった正月スペシャルが同日午後4時10分ごろ令和6年能登半島地震が発生し報道特別番組を放送したため、一部のコーナーと、当初地上波にて放送予定で急遽お蔵入りになっていた幻の大喜利を蔵出しで放送した[注 11]。
  - 10月1日　秋の笑点 特大号まつりとして、2024年3月に卒業した木久扇が半年ぶりに出演した。また、この回からオープニングアニメが1分15秒から40秒バージョンに短縮された。なお、この時点では間奏の部分をカットしたのみで佐橋俊彦によってアレンジされた「笑点のテーマ」のままだったが、10月22日放送分からは地上波と同じ音源に変更された[注 12]。
  - 11月12日　画面上に常時表示されていた「笑点 特大号」のタイトルロゴ、コーナー名の表示がなくなった。

## スタッフ
- 構成：佐藤かんじ、会沢展年、小林哲也、菊池裕一、山田浩康、宮崎牛丼、堀江里光、城啓介、三木睦郎、木野聡、栗坂祐輝
- 音楽：中村八大
- アニメ：竹内大三
- 題字：橘左近
- TM：小椋敏宏
- TD：明庭保昭、萩野谷直樹、飯島章夫、夏越一徳、舘野真也、牛山敏彦（明庭〜飯島・牛山→共に一時離脱→復帰）（週替り）
- TD/VE︰三崎美貴（週替り）
- 映像（SW）：吉田健治、宮崎和久、田代義昭(照)、安藤康一、松本賢、今野克裕（宮崎・田代→以前はカメラ、田代〜今野→一時離脱）（週替り）
- 音声：山口直樹、中山貴晴、日下部厳、山本賢（中山・日下部→一時離脱→復帰）（週替り）
- 照明：小川勉、菊池伸枝、後藤奈美（菊池・後藤→一時離脱→復帰）（週替り）
- デザイン：川野悠介
- 美術：磯村英俊
- 装置：田村佳久
- メイク：外山奈津子
- 衣装：栗田佐智子
- 装飾：伊藤純一
- 編集：村上友佳子、春木美保、本間匡史、廣川秀樹、糸山堅太、飯田光朗、蒔田智浩、佐原久登、山下靖史、藤岡隼生、岡部和人（週替り）
- 整音（MA）：小林陽子、入江克彰、原田雅代、山口誠（週替り）
- 音効：吉田茂、宮川素子、佐藤充
- デスク：田口美和子、水町真美
- ディレクター：五十嵐くるみ（一時期はAD）、高木裕司、福田拓也（福田→以前はAD）
- プロデューサー：鬼頭直孝（日本テレビ）、肥田妙子（BS日本）/深谷圭二（AX-ON）、山口裕之・森川健一（ユニオン映画、山口→以前はAD→AP→一時離脱）
- チーフプロデューサー：鈴木淳一（日本テレビ）
- 制作協力：AX-ON、ユニオン映画、日本テレビネットワーク協議会参加局（地方収録回を放送する場合、その回の制作に関与した局が「特大号」でも協力としてクレジットされる）、ニワンゴ、幕張メッセ（ニコニコ超会議収録回を放送する場合に限り、「特大号」でも協力としてクレジットされる）
- 製作著作：日本テレビ

### 過去のスタッフ
- ナレーター：※日本テレビアナウンサーが週替りで1名ずつ担当。
- 構成：鈴木重夫、山西伸彦、横山誠一、内海譲司、遠藤佳三、佐藤雄貴、古川かずな、東原爽太
- 編曲：佐橋俊彦
- TM：新名大作、佐藤勝義、鈴木雄仁
- TD：三沢津代志、佐久間治雄、篠原昭浩、川村雄一、蔦佳樹、高橋卓、天内理絵、半下石修
- 映像（SW）：高橋元弘、田中健太、菅原光昭、高橋一博、奥村誠久、班目要一、竹内浩司、濱迫文哉
- カメラ：赤澤知弘、長谷川司（以前は映像）、後村武
- 音声：酒井孝、森川哲男、本間一美、大島草太、井口雅夫、丸山紘加、伊計大介、中村一男
- VE：佐久間治雄、石野太一、石坂忠義、八木一夫
- 照明：重松隆博、加納実、内藤晋、下平好実、坂口尚真
- TK：中村ひろ子
- 技術協力：鴇田晴海、本木満
- デザイン：大竹潤一郎、大住啓介（大住→以前は美術）
- 美術：高野泰人、櫻場千尋
- 装飾：佐々木洋平、林孝一
- メイク：星野沙紀
- AP→アシスタントプロデューサー：奥山知美
- AD：小川愛、小寺生、白石夢、山下凌
- ディレクター：末延靖章・中田志保[注 13][3]（日本テレビ）、松岡秀尚、西川裕、小川大輔、川岸昌嗣、中野宏美、山本健太（山本→一時離脱→復帰）、勝見桃子（勝見→以前はAD）、稲葉一馬、加藤健太（AX-ON）、岐部広和、荒井直（週替り）
- プロデューサー：岩沢錬・福田一寛（日本テレビ、岩沢→以前はディレクター）、大平道春・齊藤領（BS日本）/大畑仁・飯田達哉・辰巳暢一・村岡克紀（ユニオン映画、村岡→以前はAP→一時離脱）（毎週）、長嶺望（オフィスNY、一時離脱→復帰）（週替り）
- 統括プロデューサー：中村博行・宮本誠臣（日本テレビ、中村→以前はプロデューサー）
- チーフプロデューサー：松崎聡男→安岡喜郎→糸井聖一→東井文太→倉田忠明→新井秀和（日本テレビ、倉田→以前は統括プロデューサー→一時離脱）、栖川一郎（BS日本、以前はプロデューサー）